# Delia tenupenis
Delia tenupenis är en tvåvingeart som beskrevs av Fan och Zhong 1982. Delia tenupenis ingår i släktet Delia och familjen blomsterflugor. Inga underarter finns listade i Catalogue of Life.